# Diaphorus dimidiatus
Diaphorus dimidiatus är en tvåvingeart som beskrevs av Aldrich 1896. Diaphorus dimidiatus ingår i släktet Diaphorus och familjen styltflugor. Inga underarter finns listade i Catalogue of Life.